# Dècada del 440

## Esdeveniments
- Huns i vàndals conquereixen territoris romans
- Condemna del monofisisme com a heretgia
- Chrysaphius, primer ministre de l'Imperi Romà d'Orient, convenç a l'emperador Teodosi II a Constantinoble de destituir la seva germana Pulquèria, per la seva política d'exiliar els jueus i destruir les seves sinagogues.[1]

## Personatges destacats
- Àtila
- Patrici d'Irlanda
- Aeci
- Bleda (hun)
- Genseric
- Papa Lleó I